# پورتو آلگریا
پورتو آلگریا (انگلیسی: Puerto Alegría) یک منطقهٔ مسکونی در کلمبیا است.